# Phare de Kincardine
Le phare de Kincardine est situé au bord du Lac Huron à Kincardine en Ontario.
Il a été construit en 1881 pour baliser l'entrée du port de Kincardine. La tour est octogonale et mesure 16 m de haut; le phare a une portée de 35 km.
Il a été reconnu comme édifice fédéral du patrimoine en 1992. C'est à présent un musée.